# Rajszew (osada leśna)
Rajszew – osada leśna w Polsce, położona w województwie mazowieckim, w powiecie legionowskim, w gminie Jabłonna.
W latach 1975–1998 miejscowość należała administracyjnie do województwa warszawskiego.